# Nannoni Grappe
Nannoni Grappe è un'azienda italiana a carattere artigianale nel settore della distillazione degli alcolici.
Il fondatore Gioacchino Nannoni è stato il primo a produrre una grappa di Brunello partendo dalle vinacce di Brunello di Montalcino.